# 自立支援
自立支援介護（Self-Supporting Care）一詞源自於日本，為重視長者本身的意願，並透過適當的輔助與資源，支持其利用現有的身體功能，來維持原來的生活。如此不僅能夠維持長者日常生活的獨立，並能替社會減少照顧上成本的支出。同時，自立支援本身的核心價值，不僅只是身體層面的照顧，更是涵蓋了個人文化、精神層面以及社會文化層面，讓長者本身能夠找回、提升自主生活的意識。

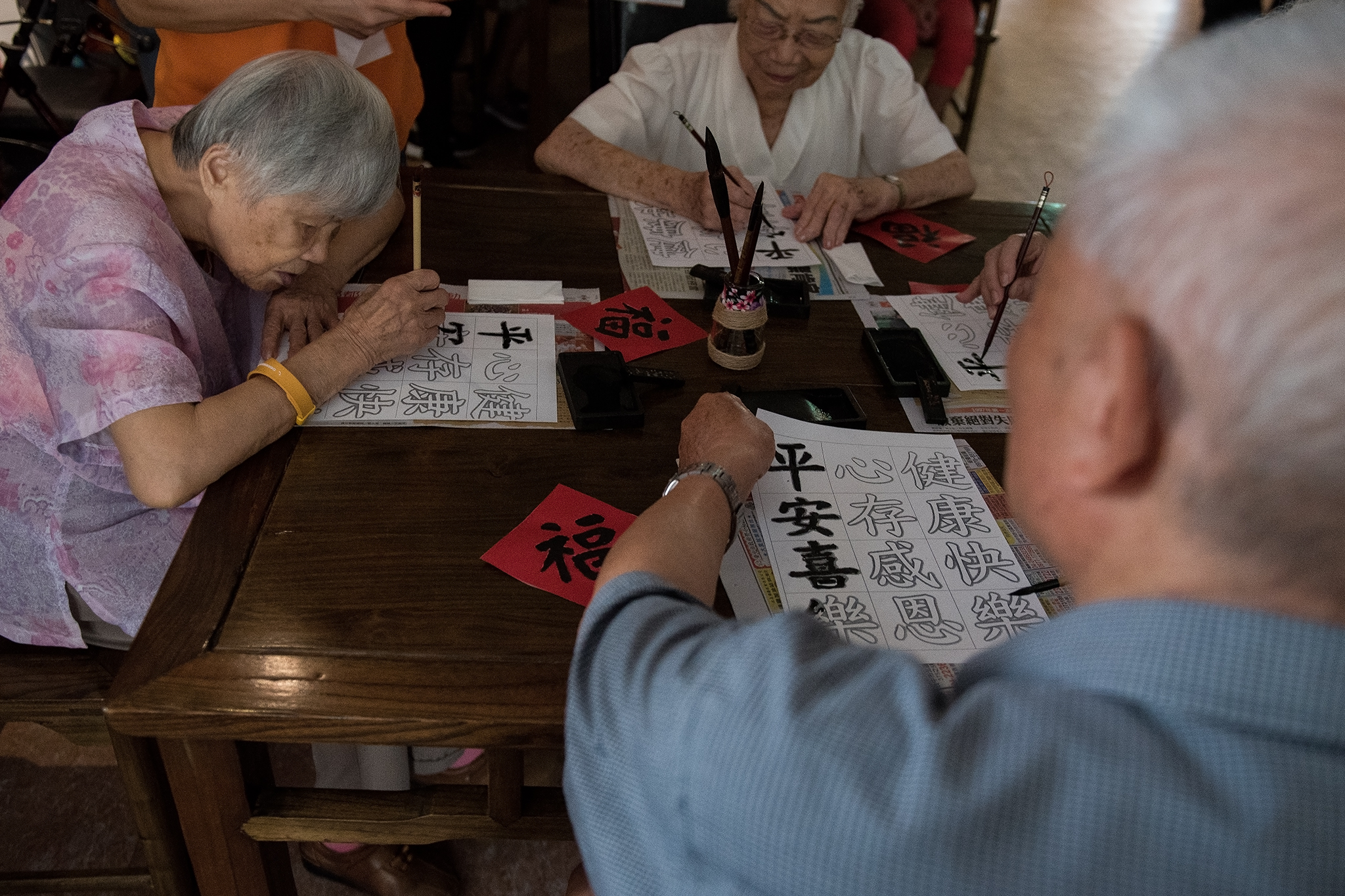
老人日間照顧服務

## 發展歷史
最早的自立支援概念來自於北歐，稱之為「復能照顧」(reablement)。而日本於1980年代開始推行，且將「自立支援」納入國家政策，為日本介護保險的核心精神，並有兩大原則包含：所有國人都必須維持自己健康、避免失能；所有服務提供單位必須著重讓長者自立生活。在台灣，自立支援的發展朔於2006年迄今。
萌芽期
台灣首次將自立支援成功在地化為林金立2006年赴日參訪當地長照機構時，首度接觸到此理論，
2010年接觸能力回復設備與自立支援照顧模式的相關運用，
2011年赴日學習理論與技術，
2013年林金立帶領其照顧團隊與日本群馬縣元氣村花水木寮結盟，學習自立支援照顧方法，前後赴日學習交流13次。
導入期
2014年首先於雲林縣長泰老學堂與同仁仁愛之家導入自立支援照顧模式，2015年於同仁仁愛之家燒掉機構內所有的約束帶，宣示落實自立支援照顧不約束的決心，且於同年自立支援理論與技術在台灣照顧機構與日照中心推動成功，並在台灣各縣市推廣。
成長期
2016年6月「民視異言堂-被綑綁的老年」專題報導，在極短的時間內超過百萬人點閱，2016年7月康健雜誌以「照顧革命」為名進行專題報導，隨著各媒體與社會氛圍的關注，形成一股照顧革新的風潮，長照2.0政策也將自立支援納入官方的政策目標。2016年12月自立支援照顧被時任衛生福利部的林奏延部長宣示為未來推動重點。2017年10月，林金立邀請產學先進共同籌組「台灣自立支援照顧專業發展協會」，期望能於台灣各地發展可應用、可延伸、可複製的「照顧學」，奠定台灣自立支援永續發展的基礎。2018年長照服務發展基金將機構導入自立支援納入補助項目，於長照給支付基準中，使自立支援的精神被實際納入。
自立支援的發展不僅在台灣的長照服務中持續深植，鄰近的香港也於2018年開始來台交流並導入，且在TVBS電視台的專題報導之下，引起一股風潮，並快速的發展。2019年，澳門也導入自立支援照顧模式，使得自立支援在華人社會逐漸形成。

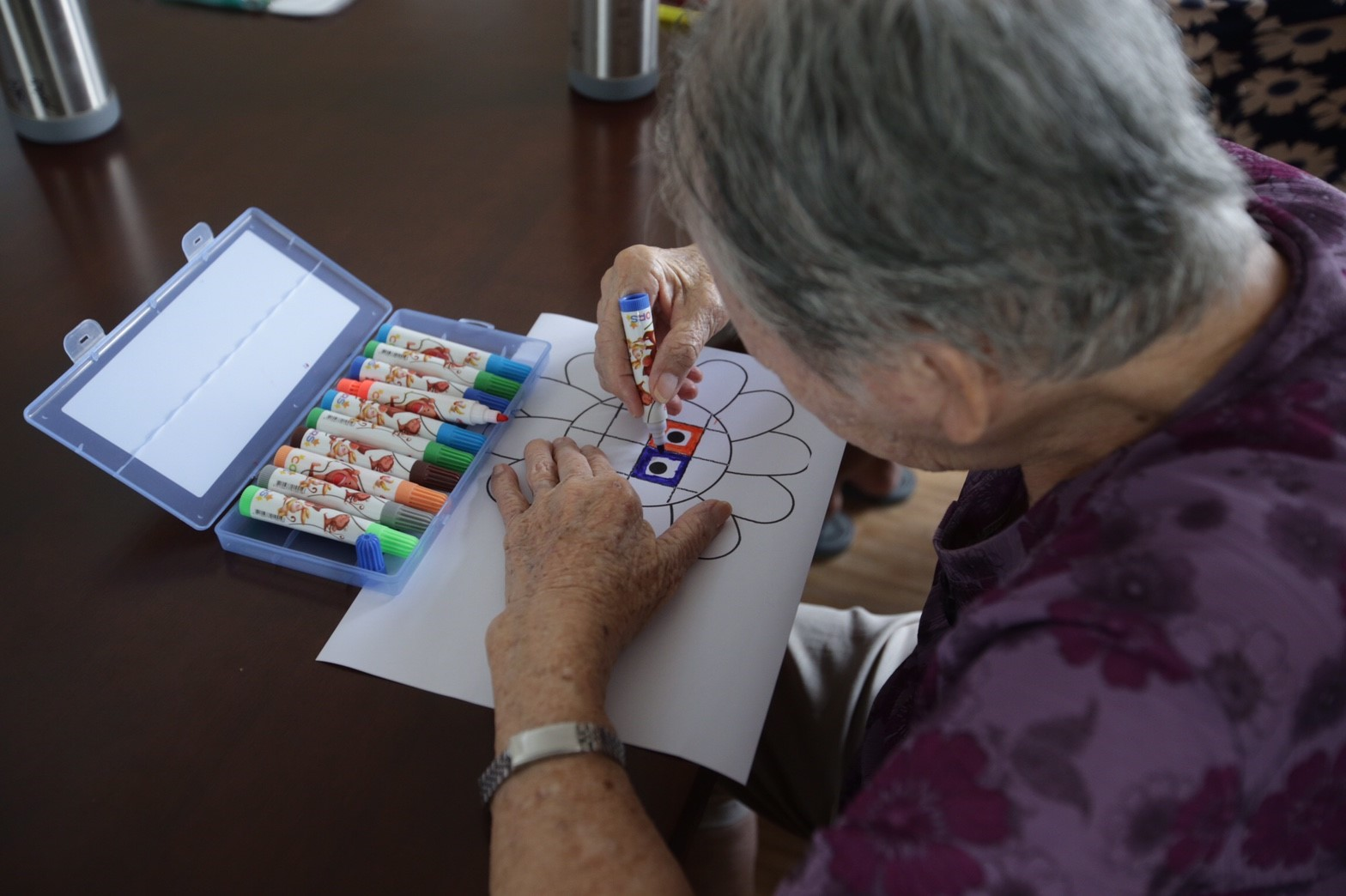
長輩正在著色

## 理論與實務
理論
自立支援照顧可以說是讓一個人，即使在要人照顧的狀態下，透過照顧者的支持與協助，解決大多數日常生活功能(ADL)的實際問題，提升生活品質(QOL)，盡可能在自己可以做的範圍內，支配自己的生活，過想要過的生活。
1.提升基本照顧
落實自立支援的第一步，就必須把基本照顧做好，尤其是飲水。
高齡者身體的50%是水分，為身體全身體液的媒介物（消化液、淋巴液、血液、尿液、汗液等），與所有身體細胞的生理化學反應均與水分有關，並且運送身體養分、代謝與平衡體溫，亦是體內的潤滑劑（唾液、腸胃道黏液、關節液等）；醫學報告也指出不同程度的缺水會引起以下症狀：
| 缺水百分比(%) | 可能引起的狀況或症狀   |
| ------------- | ---------------------- |
| 1-2%          | 出現意識障礙           |
| 2-3%          | 引起發燒、影響循環機能 |
| 7%            | 出現幻覺               |
| 10%或以上     | 可能有死亡風險         |

然而，水分的不足也會使得排便不順，造成便秘而需浣腸或者服用軟便劑，過量會產生便意感降低的副作用，進而使排泄功能更加退化。
若長者不喝水則可透過與長者互動、聊天、運動，喝水就會自然增加，且喝水並不只補充水分，過程中會有手的運動、協調、吞嚥與後續排泄的動作，因此幫助長者回復功能的原因即在此。先從喝水開始，逐漸的讓飲食、運動與坐在馬桶上排便都能實踐，去除掉因為照顧不足產生的「廢用症候群」(例如一個長者還能進食、咀嚼，可是手會抖動，很難自己將飯菜送到 自己嘴哩，在以往的照顧，照顧服務員為了追求快速，可能就直接幫長者夾菜、 攪拌、餵食，感覺起來這樣的服務好像很貼心，可是卻會讓長者愈來愈依賴、功能愈來愈退化，到後來原本還有的功能(舉手、擺臂)可能都喪失了，這就是我們在照顧現場常看到的「廢用症候群」，因為不當的照顧造成的功能退化)，真正看到長者缺失的情況，才能擬定更進一步的能力回復照顧計畫。
2.從照顧視野擬定照顧計畫
病理分類在照顧的應用上，可以增加照顧者對長者狀況的理解，但對於自立支援照顧計畫的擬定與執行、幫助仍有其限制，例如照顧者知道長者是因為中風造成失能，也知道FIM分數狀況等，可是在生活照顧中要如何執行能力回復照顧計畫？此時就可以用照顧視野來分類。
照顧視野是從長者的ADL、IADL以及其外顯行為模式，來進行分類分型，再去尋找解決這些問題的對應策略，並進而依此制定照顧計畫，最終以提升生活自主能力為目標。例如失能的長者，可以從他ADL各項的狀態，去擬定對應的照顧計畫，此時照顧計畫就會變得很具體。而失智的長者，也可以從他的外顯行為去分類，而進行對應的照顧策略。以下表格為照顧視野與照顧計畫的過程：
| 次序 | 項目         | 說明                                 |
| ---- | ------------ | ------------------------------------ |
| 1    | 觀察外顯行為 | - ADL狀況 - 情緒行為                 |
| 2    | 描述失能歷程 | - 與失能有關病史 - ADL喪失的過程     |
| 3    | 照顧分類     | - ADL進步順序 - 外顯行為分類         |
| 4    | 策略         | - 提升基本照顧 - 步行訓練 - 情緒支持 |

而所有的生活自主能力提升，在照顧計畫上則再簡化為四個目標，當這四個目標達成了，可以說基本的獨立生活能力就足夠了，簡化的四個目標如下：
| 項次 | 項目             | 說明                                                                                |
| ---- | ---------------- | ----------------------------------------------------------------------------------- |
| 1    | 不要坐輪椅       | 先能從輪椅上站起來，只要能夠扶著欄杆站 10 秒以上，就可 以開始執行到廁所排泄的照顧。 |
| 2    | 不要穿尿布       | 開始定時至廁所自行排泄，換穿彈力褲+小尿片，同時繼續執行站立訓練。                   |
| 3    | 不要別人餵食     | 當排泄正常化，站立與步行能力進步，飲食、吞嚥與消化進步，自行進食的能力會逐漸提升。  |
| 4    | 不要別人協助洗澡 | 從100%需要被協助，逐漸降低被協助的比例，最後達到最低限度的看視與穿衣協助。          |

歸納上述，透過照顧視野分類，讓照顧計畫變得具體可實行，也讓照顧工作者的價值更顯得重要。
3.從步行能力提升自立支援整合照顧
最關鍵的就是步行能力的提升，這幾乎可以說是自立支援照顧的最優先重 要目標，步行是日常生活活動(ADL)的基礎，當步行能力喪失，80%的 ADL 將逐漸喪失，反之當步行能力恢復，80%的 ADL 有機會逐漸恢復：
(1)當被照顧者可以步行時，就用不到尿布了，可以自立就可以上廁所不需包尿布。
(2)如果被照顧者無法步行，即使可以自主吃飯，但在移動(步行與移動)仍需要照顧。步行、移動與ADL能力有關的項目：
A.吃飯
B.排泄
C.洗澡
D.購物
E.做家事
(3)步行與排泄、吞嚥的關係
竹內孝仁教授特別指出，步行對於自立支援照顧的重要性，除了是能提升移動到廁所的能力外，同時也因為步行中，會產生站立大腸反射的作用， 促進排便，而且步行能力的提升，也可以改善意識程度，意識程度提升後，對於尿、便意，排泄抑制的排泄訓練，以及去除鼻胃管的吞嚥訓練都有直接的幫助。
步行能力降低的原因，除了因為疾病、意外造成的機能障礙，以及老化原因外，與基本照顧的不足更是息息相關：
A.脫水、水分不足會使步行的穩定性降低，導致容易跌倒，最後造成被約束。
B.營養不足造成低體力、步行持久力降低。
C.長期臥床、久坐，造成下肢運動不足，直接造成步行能力下滑。
4.照顧意識的關鍵-不約束的決心
因為長者衰弱或怕發生危險，使得長者待在床上的時間變多，步行能力降低，造成如廁不便、擔心尿失禁，進而開始穿尿布，而穿上尿布後，更使得行動不方便，讓臥床的時間更久，吞嚥開始出現問題，就可能使用鼻胃管，最終長者意識變得不好，擔心拉扯鼻胃管，約束就發生了。這是在進入失能常見的惡性循環，因此自立支援有三個照顧原則：
(1)不約束
(2)不臥床
(3)不尿布
而上述三原則的關鍵是貫徹不約束的決心，唯有不約束才能思考個別化的照顧方式；倘若約束存在於照顧的選項當中，再怎麼先進的照顧技術、技巧與科技發展就都白費了。
長照機構因不當的約束而對長者造成傷害的例子非常多，包括壓瘡、姿勢性低血壓、循環血量減少、肌肉張力減弱、尿失禁、便秘、約束部位 受傷及產生固定不動的合併症等問題，約束的理由常以預防跌倒、拔管為執行 約束的主要理由，其他如控制老人的問題行為，如煩躁、混亂、遊走或暴力行為、傷害他人及自已、人力不足時，但研究也發現，被約束的老人比未使用約束的老人，跌倒率高出3倍，因為方便照顧，反而造成長者更大的風險。

實務
在實務執行，自立支援可簡單歸納為幾個要點，可供第一線照顧工作者及家屬作為參考。
(一)讓被照顧者做他還能做的事。
(二)與被照顧者或其他工作人員一起討論他還能做到哪些事。
(三)協助被照顧者達成目標，過他想過的生活。
(四)從與被照顧者的溝通交流之中，找到他的興趣、想法、目標以提高他的生活品質。

## 政策發展
2021年，高齡社會白皮書鼓勵長照機構將自立支援照顧模式納入，並提升智慧科技的應用，以提升機構照顧品質。同年，長照檢討報告也提出日間照顧整合長照與醫療專業，與社區、居家等各項服務做串連，精準的提升長者的自立生活能力。

## 外部連結
1. 自立支援學院-致力推動台灣零約束照顧
2. 社團法人台灣自立支援照顧專業發展協會-案例彙編 （页面存档备份，存于）
3. 自立支援照顧的臺灣實踐 （页面存档备份，存于）林金立、余彥儒
4. 支援出院返家到自立生活的社區日間照顧中心——自立支援橘色通關計畫實證成果 （页面存档备份，存于）
5. 高齡者自立支援之照護模式 （页面存档备份，存于）林艷君、黃璉華
6. 機構從事自立支援照顧模式照顧服務員工作壓力、休閒活動與工作績效之研究 （页面存档备份，存于）陳聰堅、林靜媺、林金立
7. 居家機構應用自立支援照顧於失能個案效益之研究 （页面存档备份，存于）張育瑄、林欣蘭
8. 【安老想望】自立支援照顧 讓長者回到本來的生活 （页面存档备份，存于）
9. AnkeCare創新照顧專欄一覽-專欄作者-林金立 （页面存档备份，存于）
10. 淺談日本「日常生活自立支援事業」[] 王鼎棫